# 이마즈촌 (오사카부)
이마즈촌(일본어: 今津村)은 일본 오사카부 기타카와치군에 있던 촌이다.  현재의 오사카시 쓰루미구 이마즈키타, 이마즈나카, 이마즈미나미에 해당한다.

## 역사
- 1889년 4월 1일 - 정촌제 시행에 의해 맛타군 이마즈촌이 성립하였다.
- 1896년 4월 1일 - 기타카와치군이 성립하였다.
- 1902년 4월 1일 - 에노모토촌에 편입해, 동일 이마즈촌은 폐지되었다.

## 참고문헌
- 가도카와 일본 지명 대사전 27 大阪府